# Hupmobile
Hupmobile è stato un marchio automobilistico statunitense attivo dal 1909 al 1941. Il marchio era di proprietà della casa automobilistica Hupp Motor Car Company. La sua prima vettura, la Model 20, fu introdotta al salone dell'automobile di Detroit nel febbraio del 1909. Nel 1912 la Hupmobile si posizionò al sesto posto assoluto tra i costruttori automobilistici statunitensi per numero di esemplari prodotti.

## Storia

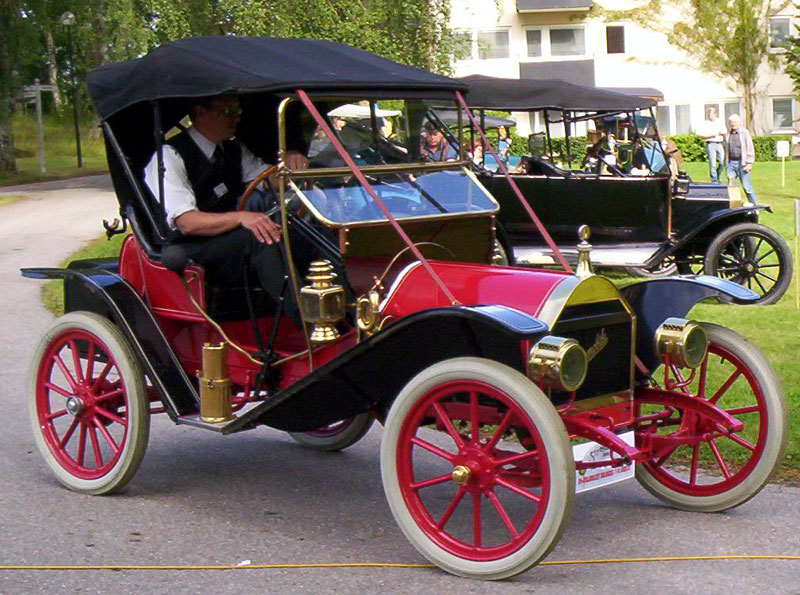
Una Hupmobile Model 20 del 1910

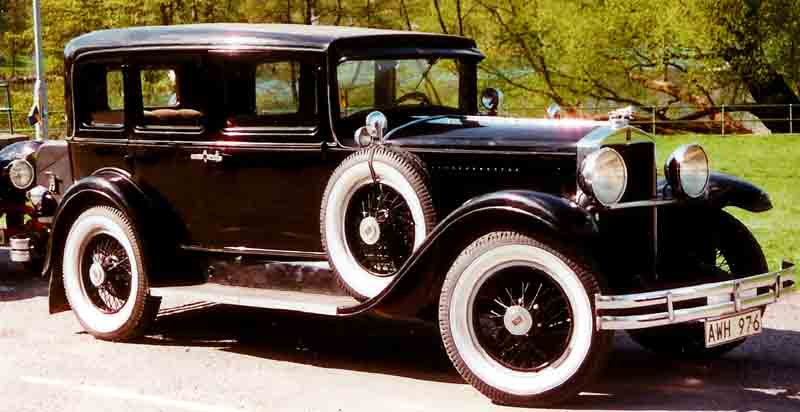
Una Hupmobile Model M De Luxe berlina del 1929

Robert Craig Hupp fondò la Hupmobile nel 1908 insieme a suo fratello Louis Gorham Hupp. In precedenza Robert Hupp ebbe esperienza nel campo automobilistico lavorando all'Oldsmobile e alla Ford. La produzione della neonata casa automobilistica iniziò nel 1909 raggiungendo quasi subito i 500 esemplari annui. La produzione annua passò poi, dal 1909 al 19010, da 500 a 5000 esemplari. In seguito ad alcune divergenze con le banche, Robert Hupp vendette le zioni della società in suo possesso e fondò la RCH Automobile Company, più tardi chiamata Hupp-Yeats Electric Car Company. Nel 1912 la Hup Motor Car Company fu una delle prime case automobilistiche ad usare i corpi vettura in acciaio.
La Hupp Motor Company, anche dopo l'addio di Robert Hupp, continuò a crescere. Nel 1924 fu inaugurato un nuovo stabilimento produttivo con l'obiettivo di competere con la Ford e la Chevrolet. Nel 1925, per tentare di fare profitto in un segmento remunerativo (quello di alto livello), e per provare ad attrarre il maggior numero di clienti, la Hupp ampliò la propria gamma verso modelli più lussuosi. Nell'anno citato, per centrare questo obiettivo, la Hupp Motor Car Company introdusse un nuovo motore a 8 cilindri, che sostituì il più piccolo propulsore da 4 cilindri, che fino ad allora caratterizzava i modelli Hupmobile. Ciò fu un errore: la bassa capacità produttiva della Hupp portò ad una situazione in cui i modelli realizzati non coprivano completamente i costi di produzione. 

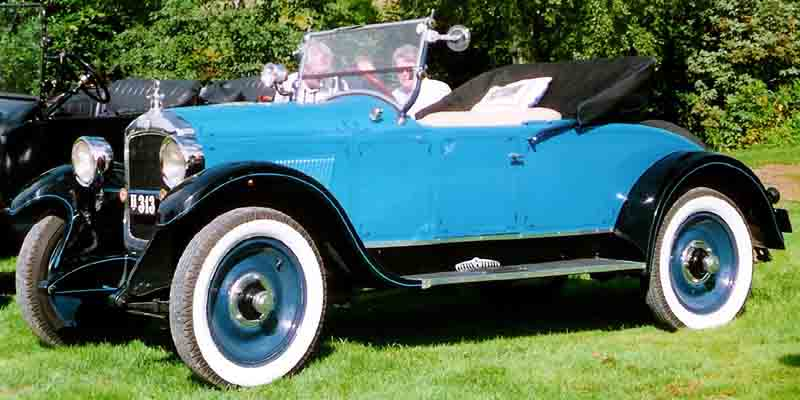
Una Hupmobile Model R roadster del 1924

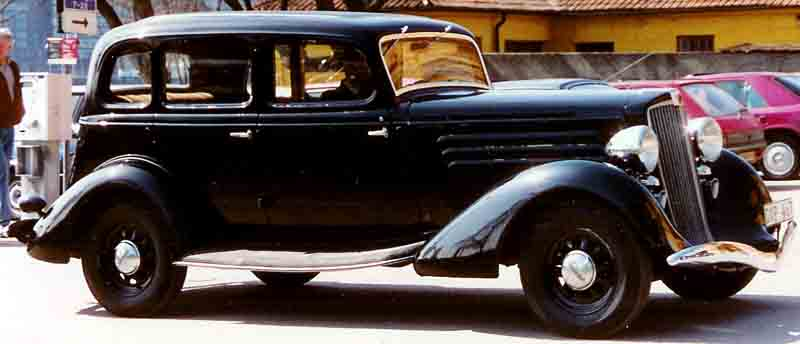
Una Hupmobile Model W berlina del 1934

Nel 1928 la capacità produttiva toccò i 65.000 esemplari. Per restare competitiva, la Hupp introdusse molte innovazioni tecnologiche. Ad esempio, lanciò sul mercato una trasmissione a ruota libera che diventò poi popolare negli anni trenta su tutte le autovetture. La Hupmobile fu anche pioniera del comfort. Le vetture Hupp erano infatti dotate di impianto di riscaldamento e di aria condizionata.
Le vendite iniziarono a calare nel 1930, con gli effetti della Grande Depressione. Negli anni trenta la Hupmobile abbandonò lo stile conservativo che fino ad allora caratterizzò le sue vetture dando l'incarico a Raymond Loewy, nel 1932, di disegnare un nuovo modello che avrebbe dovuto essere caratterizzato da uno stile innovativo. Nel 1934 fu pronta la prima vettura con questo stilema: il risultato fu un modello dalle linee piuttosto aerodinamiche. Nonostante queste novità, le vendite continuarono a calare. Nel 1936 la Hupp vendette uno dei suoi stabilimenti. Nel 1938 il numero dei concessionari si ridusse notevolmente e le vendite continuarono a calare. Per tentare di contenere i costi, la Hupp acquistò i progetti relativi alla Cord 810 e la Cord 812 con l'obiettivo di produrre una vettura ispirata a questi due modelli, che erano caratterizzati, tra l'altro, da un design innovativo. Gli ordini della nuova vettura, a cui fu dato il nome di Hupmobile Skylark, ammontarono a qualche migliaio, ma i ritardi della produzione portarono all'insoddisfazione della clientela. Parte di essa rinunciò poi all'acquisto. Di questo modello ne furono prodotti 319 esemplari, dopo di cui la Hupp chiuse i battenti.

## Modelli prodotti

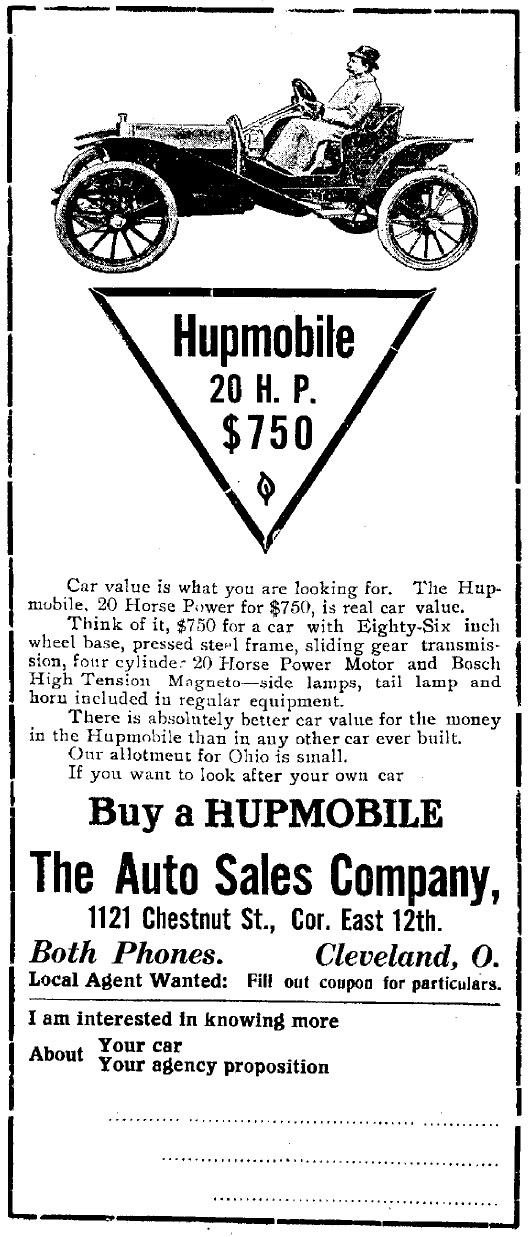
Un manifesto pubblicitario Hupmobile del 1909

| Modello          | Anni      | Motore                    | Potenza                   | Passo          |
| ---------------- | --------- | ------------------------- | ------------------------- | -------------- |
| 20 / 20-C / 20-E | 1909-1913 | Quattro cilindri in linea | 16,9-20 CV (12,4-14,7 kW) | 2.184-2.794 mm |
| 32               | 1912-1915 | Quattro cilindri in linea | 32 CV (23,5 kW)           | 2.692-3.200 mm |
| K                | 1915      | Quattro cilindri in linea | 36 CV (26,5 kW)           | 3.023 mm       |
| N                | 1916-1917 | Quattro cilindri in linea | 22,5 CV (16,5 kW)         | 3.023-3.404 mm |
| R                | 1918-1925 | Quattro cilindri in linea | 16,9-39 CV (12,4-28,7 kW) | 2.845-2.921 mm |
| E                | 1925-1928 | Otto cilindri in linea    | 60-80 CV (44-59 kW)       | 3.004-3.175 mm |
| A                | 1926-1929 | Sei cilindri in linea     | 50-57 CV (37-42 kW)       | 2.896 mm       |
| M                | 1928-1929 | Otto cilindri in linea    | 80 CV (59 kW)             | 3.048 mm       |
| S                | 1930-1932 | Sei cilindri in linea     | 70 CV (51 kW)             | 2.896 mm       |
| C                | 1930-1932 | Otto cilindri in linea    | 100 CV (74 kW)            | 3.073 mm       |
| H                | 1930-1932 | Otto cilindri in linea    | 133 CV (98 kW)            | 3.175 mm       |
| U / V            | 1930-1932 | Otto cilindri in linea    | 133 CV (98 kW)            | 3.480 mm       |
| B                | 1932      | Sei cilindri in linea     | 75 CV (55 kW)             | 2.946 mm       |
| L                | 1932      | Otto cilindri in linea    | 90 CV (66 kW)             | 2.997 mm       |
| F                | 1932-1934 | Otto cilindri in linea    | 93-96 CV (68-71 kW)       | 3.099 mm       |
| I                | 1932-1934 | Otto cilindri in linea    | 103-109 CV (76-80 kW)     | 3.200 mm       |
| K / KK           | 1933-1934 | Sei cilindri in linea     | 90 CV (66 kW)             | 2.972-3.073 mm |
| W                | 1934–1935 | Sei cilindri in linea     | 80-91 CV (59-67 kW)       | 2.972 mm       |
| J                | 1934-1935 | Sei cilindri in linea     | 93-101 CV (68-74 kW)      | 3.073 mm       |
| T                | 1934-1935 | Otto cilindri in linea    | 115-120 CV (84,5-88 kW)   | 3.226-3.239 mm |
| D                | 1935-1936 | Sei cilindri in linea     | 91-101 CV (67-74 kW)      | 2.997 mm       |
| O                | 1935-1936 | Otto cilindri in linea    | 120 CV (88 kW)            | 3.073 mm       |
| G                | 1936-1937 | Sei cilindri in linea     | 101 CV (74 kW)            | 2.997 mm       |
| N                | 1936-1937 | Otto cilindri in linea    | 120 CV (88 kW)            | 3.073 mm       |
| E / ES           | 1938-1939 | Sei cilindri in linea     | 101 CV (74 kW)            | 3.099 mm       |
| H                | 1938-1939 | Otto cilindri in linea    | 120 CV (88 kW)            | 3.175 mm       |
| R                | 1939      | Sei cilindri in linea     | 101 CV (74 kW)            | 2.921 mm       |
| Skylark          | 1940-1941 | Sei cilindri in linea     | 101 CV (74 kW)            | 2.921 mm       |